# 조끼

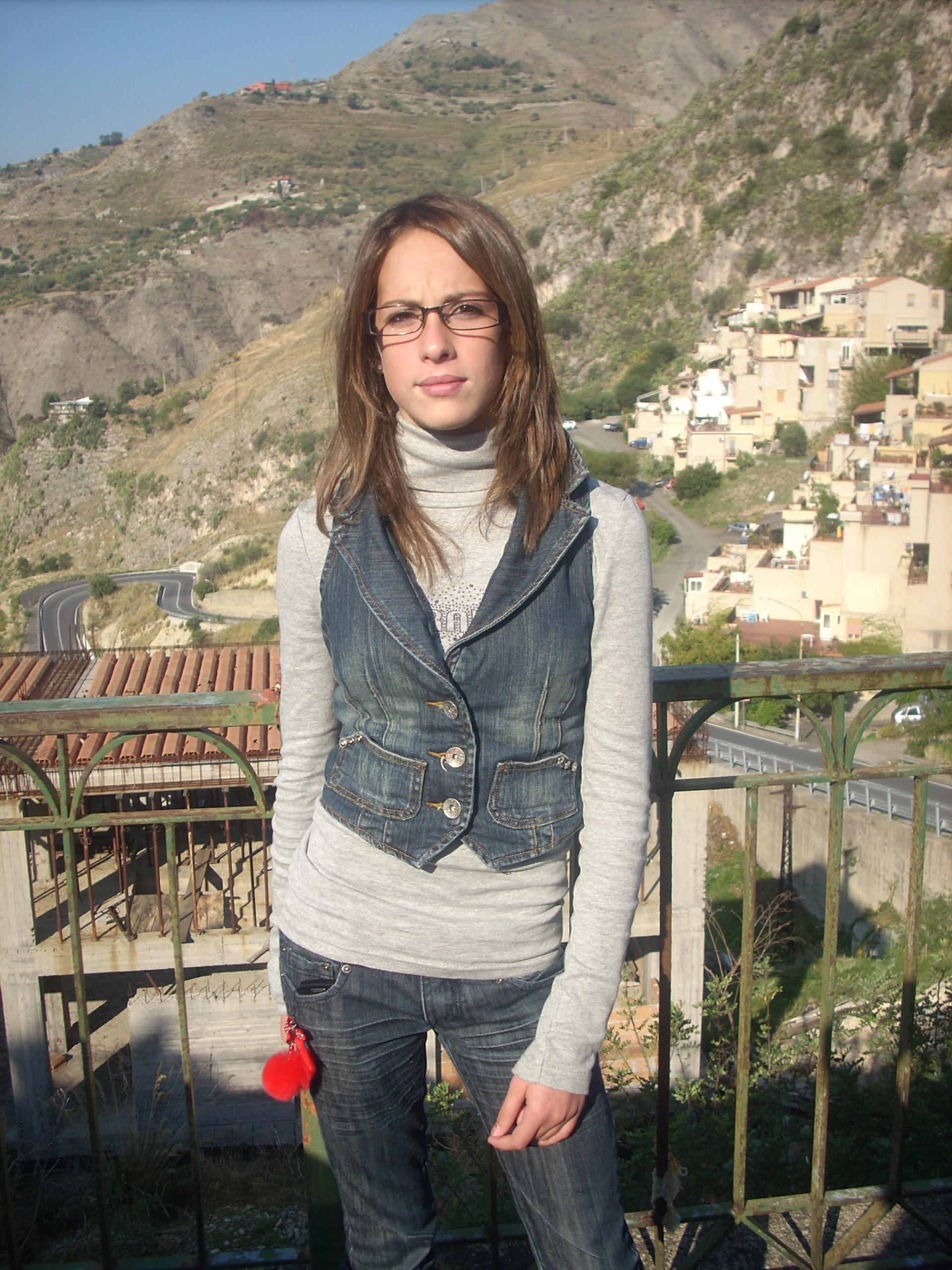
청 조끼

조끼(영국 영어: waistcoat, 미국 영어: vest)는 상의의 일종이다. 한복에서 말하는 조끼란 저고리 위에 입는 남성용 상의로 원래의 한복에 존재하던 양식은 아니다. 조끼는 양복이 한반도로 유입되는 과정에서 생겨났고 저고리에 주머니가 없는 점을 보완했기 때문에 보온을 겸한 실용적인 의미에서 애용되었다.
양복에서 나타나는 조끼는 한복의 조끼 형태와 거의 같거나 비슷하다. 다만 다른 점은 양복의 조끼가 거의 바지와 같은 색으로 배열하거나 색을 하나로 통일하는 것에 반해 한복은 조끼가 저고리나 바지 혹은 치마보다 더 화려하여 색을 한층 돋보이게 하는 역할을 한다.
1900년 무렵 서양복식의 영향을 받아 입게 된 조끼는 저고리가 주머니가 없던 점을 보완하는 효과도 있어 왼쪽 앞길에는 2개, 오른쪽에는 1개의 주머니를 달았다.
소재에 따라서 조끼도 다른 한복과 마찬가지로 다른 섬유로 누벼 만든다. 따라서 여름에는 모시, 가을이나 봄에는 명주, 베 등을 사용한다.

## 같이 보기
- 방탄복
- 재킷
- 민소매
- 닥터 (닥터 후)
- 빅토리아 시대
- 에드워드 시대
- 마스터 (닥터 후)